# Стоян Кръстев (офицер)
 Тази статия е за генерал-майора.  За сърбоманина вижте Стоян Кръстев.  
Стоян Власков Кръстев е български офицер, генерал-майор.

## Биография
Роден е на 19 юли 1895 г. в Панагюрище. През 1916 г. завършва Военното училище в София. Служи последователно във втора понтонна дружина, втора колоездачна дружина и трета инженерна дружина. От 1933 до 1934 г. е адютант на инженерната инспекция на Свързочния полк. След това служи в ЖП полк (1934 до 1936). От 1936 до 1938 г. е началник на секция в Инженерната инспекция. През 1938 г. става временен командир на Свързочния полк. След това е временен началник на инженерно отделение в Държавната военна фабрика. През 1939 г. за кратко е командир на понтонната дружина. От 1939 г. е временен командир на трети инженерен полк. През 1942 г. е в жп части при БДЖ. На 14 септември 1944 г. е назначен за началник на Инженерно-свързочния и автомобилния отдел в щаба на втора армия. Убит е на 4 октомври 1944 г. при засада близо до Власотинци. На 1 януари 1945 г. с министерска заповед № 14 посмъртно е повишен в чин генерал-майор, считано от 3 октомври 1944 г.
Генерал-майор Стоян Кръстев е женен и има 2 деца.

## Военни звания
- Подпоручик (5 октомври 1916)
- Поручик (30 май 1918)
- Капитан (30 януари 1923)
- Майор (26 август 1934)
- Подполковник (6 май 1937)
- Полковник (6 май 1941)
- Генерал-майор (1 януари 1945, посмъртно)